# Grégoire VI de Constantinople

Grégoire VI de Constantinople (en grec Γρηγόριος Στ, né en 1798 sous le nom de Georgios Fourtouniadis et mort en 1881) est patriarche de Constantinople du 9 octobre 1835 au 3 mars 1840, puis du 22 février 1867 au 22 juin 1871.